# ونون یکم
ونون یکم یا ونن یکم (یونانی باستان: ΟΝΩΝΗΣ، تلفظ: Onōnēs؛ لاتین: Vonones) (اشک هفدهم)، هفدهمین شاهنشاه اشکانی از حدود ۸ تا ۱۲ میلادی بود. او فرزند ارشد فرهاد چهارم اشکانی بود (حکومت ۳۷ – ۲ قبل از میلاد مسیح) و در ۲۰ پیش از میلاد بر اساس پیمانی که پدرش با آگوستوس بسته بود، به عنوان گروگان به رم فرستاده شد.

## برآمدن
پس از ترور ارُد سوم در حدود ۶ میلادی، اشکانیان از آگوستوس خواستند که یکی از فرزندان شاه را باز پس بفرستد تا اورا به شاهی برگزینند. آگوستوس ونون را فرستاد و او نتوانست پادشاهی با ثباتی داشته باشد زیرا او با فرهنگ و و رسوم اشکانی آشنایی نداشت و به عنوان یک رومی رشد و نمو پیدا کرده بود.

## سقوط
پس از مدتی اشراف اشکانی سعی کردند که اورا از شاهی برکنار کنند؛ بنابراین مخفیانه با یکی دیگر از اعضای خاندان اشکانی، به نام اردوان دوم اشکانی، که در بین قبایل داهان در شرق پارت زندگی می‌کرد مذاکره کرده و وی را به پادشاهی دعوت کردند. در یک جنگ داخلی وی ونون را شکست داده و از کشور اخراج کرد.

## سکه‌ها

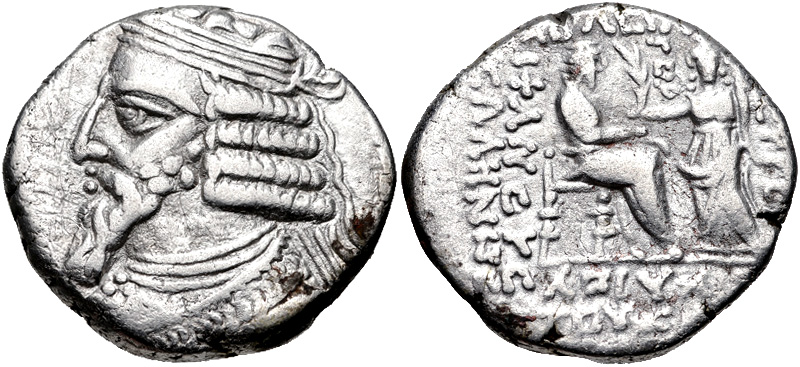
سکه‌ ونون یکم، ضرب سلوکیه

سکه‌های ونون یکم از ۸ تا ۱۲ میلادی قدمت دارند و دارای این نوشته هستند که «شاه وونونس، فاتح آرتابانوس» که یادآور یک پیروزی موقتی بر رقیبش اردوان سوم هستند. نوشته‌ها بر روی سکه‌ها دربارهٔ اردوان دوم از سال ۱۰ شروع می‌شود. سکه‌های سال ۱۲ بیانگر این هستند ونن به ارمنستان گریخته و در آنجا به پادشاه رسیده. اردوان دوم از این موضوع ناراحت بود و خواستار رفتن او از آنجا شد و چون آگوستوس نمی‌خواست جنگ با اشکانیان را آغاز کند، ونن را از آنجا را به سوریه منتقل کرده، و به واقع در آنجا زندانی بود. بعداً به کیلیکیه منتقل شد، و هنگامی که در حدود ۱۹ میلادی سعی در فرار داشت، توسط نگهبانان خود کشته شد.

## معنی لغوی
نام ونون به معنی «پیروز» می‌باشد که ریشه در زبان پارتی دارد و توسط خاندان سلطنتی اشکانی استفاده شده است.